# 3036 Krat
3036 Krat è un asteroide della fascia principale del diametro medio di circa 42,39 km. Scoperto nel 1937, presenta un'orbita caratterizzata da un semiasse maggiore pari a 3,2134160 UA e da un'eccentricità di 0,0947583, inclinata di 22,87934° rispetto all'eclittica.